# Heidi Neururer
Heidi Neururer, née le 5 janvier 1979 à Innsbruck, est une snowboardeuse autrichienne spécialisée dans le slalom géant et le slalom (tous deux parallèles).
Lors des Championnats du monde 2007, elle s'impose en slalom parallèle, deux ans après avoir obtenu la médaille d'argent dans la même discipline.

## Palmarès

### Championnats du monde
- Championnats du monde 2005 à Whistler (Canada) :
  -  Médaille d'Argent en Slalom parallèle.
- Championnats du monde 2007 à Arosa (Suisse) :
  -  Médaille d'or en Slalom parallèle.

### Coupe du monde
- 22 podiums dont 4 victoires.